# Seagas (Schiff)
Die Seagas ist ein schwedisches LNG-Bunkerschiff. Das Schiff war bei seiner Indienststellung 2013 das erste Bunkerschiff für Flüssigerdgas (LNG).

## Beschreibung
Bei der Seagas handelt es sich um die 1974 auf der Løland Verft gebaute, ehemalige Autofähre Fjalir, die 2013 auf der Fiskerstrand-Werft zu einem LNG-Bunkerschiff umgebaut wurde. Bei dem Umbau des Schiffes handelte es sich um ein Gemeinschaftsprojekt schwedischer Behörden, darunter der Hafenbehörde Stockholms, des zur Linde Group gehörenden Industriegasunternehmens AGA und der Viking Line, um im Stockholmer Hafen Schiffe mit LNG bebunkern zu können. Anlass war die Indienststellung der Viking Grace, die seit Januar 2013 im Liniendienst zwischen Stockholm, Mariehamn und Turku eingesetzt ist. Sie wird regelmäßig in Stockholm mit Flüssigerdgas versorgt. Der Bunkervorgang mit 60 bis 70 Tonnen Flüssigerdgas dauert etwa eine Stunde. Die Versorgung der Seagas erfolgt per LKW von dem rund 60 Straßenkilometer entfernten LNG-Terminal Nynäshamn.
Die Seagas wird von einem Dual-Fuel-Hauptmotor vom Typ Alfa MAN B&W 6L23/30A mit 735 kW Nennleistung bei 828/min angetrieben. Für die Stromversorgung stehen zwei Volvo-Penta-Dieselgeneratoren des Typs TAMD7SB zur Verfügung.
Betreiber des Schiffes im Auftrag des Schiffseigners AGA ist die schwedische Sirius Rederi.